# Olympische Sommerspiele 1988/Teilnehmer (Vereinigte Arabische Emirate)
| Gelbes Symbol für Goldmedaillen mit stilisierten Olympischen Ringen | Graues Symbol für Silbermedaillen mit stilisierten Olympischen Ringen | Braundes Symbol für Bronzemedaillen mit stilisierten Olympischen Ringen |
| ------------------------------------------------------------------- | --------------------------------------------------------------------- | ----------------------------------------------------------------------- |
| —                                                                   | —                                                                     | —                                                                       |

Die Vereinigten Arabischen Emirate nahm an den Olympischen Sommerspielen 1988 in Seoul, Südkorea, mit einer Delegation von zwölf (allesamt Männer) teil.

## Teilnehmer nach Sportarten

### Radsport
- Sultan Khalifa
Straßenrennen, Einzel: 101. Platz
100 Kilometer Mannschaftszeitfahren: 29. Platz

- Issa Mohamed
Straßenrennen, Einzel: DNF

- Khalifa Bin Omair
Straßenrennen, Einzel: DNF

- Ali Al-Abed
100 Kilometer Mannschaftszeitfahren: 29. Platz

- Ali Hayyaz
100 Kilometer Mannschaftszeitfahren: 29. Platz

- Naji Sayed
100 Kilometer Mannschaftszeitfahren: 29. Platz

### Schwimmen
- Ahmad Faraj
50 Meter Freistil: 63. Platz
100 Meter Freistil: 73. Platz
200 Meter Freistil: 62. Platz
4 × 100 Meter Freistil: 19. Platz
4 × 400 Meter Freistil: 14. Platz
4 × 100 Meter Lagen: 25. Platz

- Mubarak Faraj Bilal
50 Meter Freistil: 68. Platz

- Mohamed Bin Abid
100 Meter Freistil: 72. Platz
200 Meter Freistil: 61. Platz
400 Meter Freistil: 49. Platz
4 × 100 Meter Freistil: 19. Platz
4 × 400 Meter Freistil: 14. Platz
100 Meter Rücken: 51. Platz
100 Meter Rücken: 40. Platz
100 Meter Schmetterling: 49. Platz
200 Meter Lagen: 53. Platz
4 × 100 Meter Lagen: 25. Platz

- Bassam Al-Ansari
400 Meter Freistil: 47. Platz
4 × 100 Meter Freistil: 19. Platz
4 × 400 Meter Freistil: 14. Platz

- Mohamed Abdullah
4 × 100 Meter Freistil: 19. Platz
4 × 400 Meter Freistil: 14. Platz
100 Meter Rücken: 49. Platz
200 Meter Rücken: 39. Platz
200 Meter Lagen: 55. Platz
4 × 100 Meter Lagen: 25. Platz

- Obaid Al-Rumaithi
100 Meter Brust: 60. Platz
200 Meter Brust: 52. Platz
4 × 100 Meter Lagen: 25. Platz